# Cameron Duodo
Cameron Duodu, född 24 maj 1937, är en ghanansk författare och journalist, för närvarande bosatt i Storbritannien. Hans karriär inleddes 1967, då han gav ut romanen The Gab Boys. Han skriver en kolumn i tidningen Ghanaian Times, och bidrar regelbundet till månadstidningen New African. Han har också publicerats frekvent i  brittiska tidningar som The Independent och The Guardian, och bidrar med sin journalistik till bland annat BBC World TV och BBC World Service.

## Fotnoter
1. ↑  Africa Who's Who, London: Africa Journal for Africa Books Ltd, 1981, pp. 349-50.
2. ↑  Anderson Brown, "Duodu's Gab Boys", 8 July 2008.